# Troides andromache
Troides andromache är en fjärilsart som först beskrevs av Otto Staudinger 1892.  Troides andromache ingår i släktet Troides och familjen riddarfjärilar. IUCN kategoriserar arten globalt som nära hotad. Inga underarter finns listade i Catalogue of Life.

## Bildgalleri

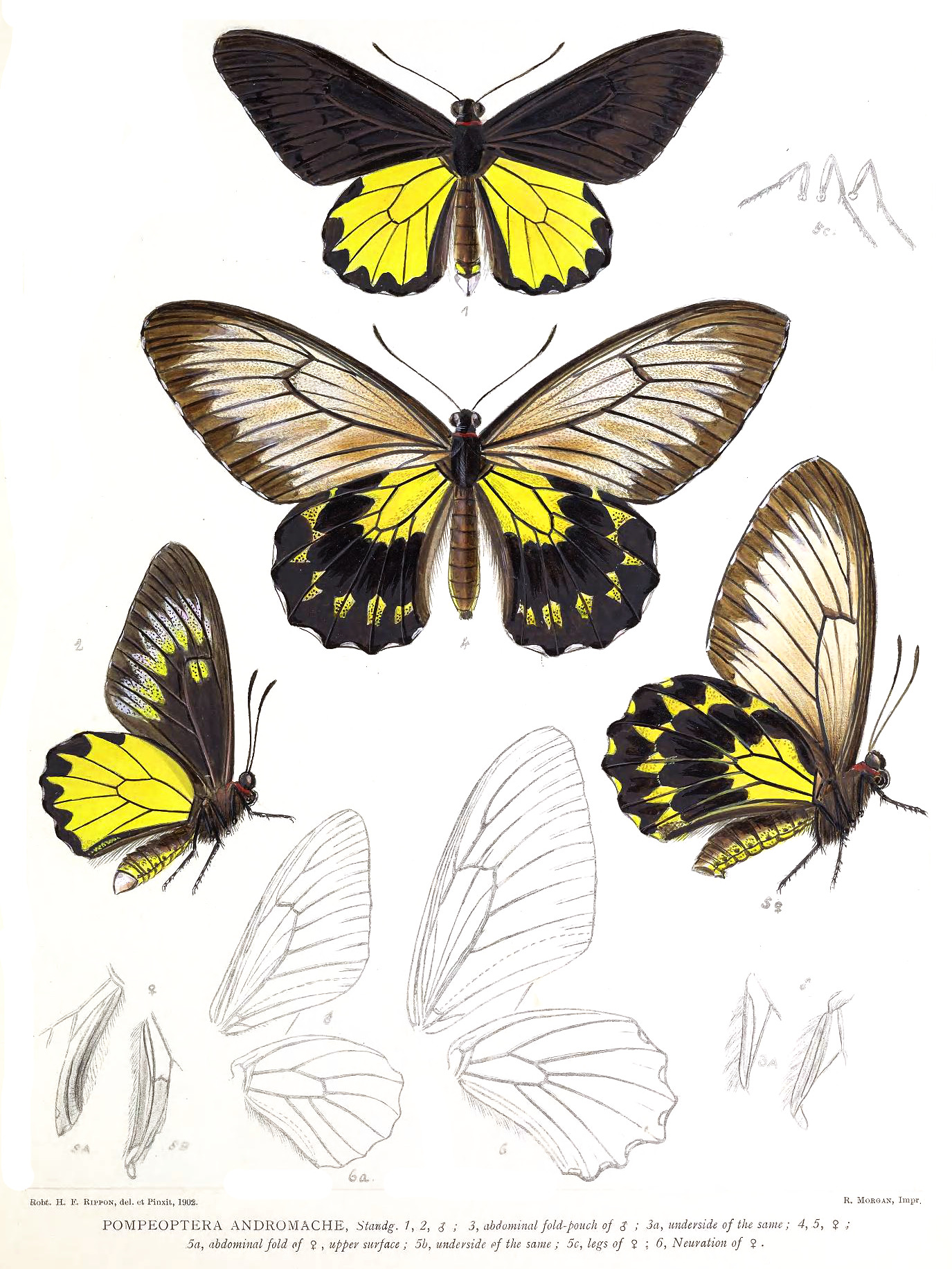